# Pals of the Golden West
Pals of the Golden West è un film del 1951 diretto da William Witney.
È un musical western statunitense con Roy Rogers e Dale Evans. È l'ultimo film di Roy Rogers con la Republic Pictures, un sodalizio durato 16 anni e che ha visto la produzione di oltre 80 pellicole.

## Produzione
Il film, diretto da William Witney su una sceneggiatura di Albert DeMond e Eric Taylor con il soggetto di Sloan Nibley, fu prodotto da Edward J. White, come produttore associato, per la Republic Pictures e girato a Lake Los Angeles e nel Red Rock Canyon State Park a Cantil, in California.

## Colonna sonora
- Pals of the Golden West - scritta da Jack Elliott e Stanley Wilson
- You Never Know When Love May Come Along - scritta da Jack Elliott
- Slumber Trail - scritta da Jack Elliott) e Aaron González
- Beyond the Great Divide - scritta da Jordan Smith

## Distribuzione
Il film fu distribuito negli Stati Uniti dal 15 novembre 1951 al cinema dalla Republic Pictures.
Altre distribuzioni:
- nelle Filippine il 26 agosto 1952
- in Cile nel 1956 (Compañeros del Dorado Oeste)
- in Brasile (Reduto de Assassinos)

## Promozione
La tagline è: "Great Roy Rogers Action... the border trail blazes... as Uncle Sam's star trouble shooter heads into new danger!".